# 드르베니크말리섬

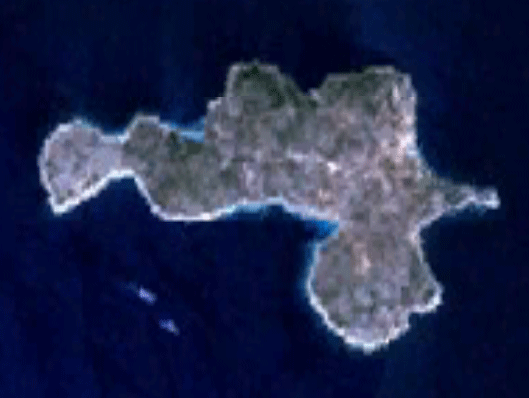
드르베니크말리섬의 위성 사진

드르베니크말리섬(크로아티아어: Drvenik Mali, 이탈리아어: Zirona Piccola)은 아드리아해에 위치한 크로아티아의 섬으로 면적은 3.3km2, 높이는 178m, 인구는 87명(2011년 기준), 인구 밀도는 4.47명/km2이다.
행정 구역상으로는 스플리트달마티아주에 속하며 달마티아 군도의 중부에 위치한다. 드르베니크벨리섬의 서쪽에 위치하고 있고 트로기르에서 남서쪽으로 15km 정도 떨어진 곳에 위치한다. 섬의 주요 산업은 농업(올리브 재배가 주를 이루고 있음), 어업, 관광업이다.